# Pablo Ruz
Pablo Rafael Ruz Gutiérrez, né le 28 novembre 1975 à Madrid, est un juge espagnol.

## Biographie

### Juge d'instruction
Pablo Rafael Ruz Gutiérrez naît le 28 novembre 1975 à Madrid. Issu d'une famille originaire de l'ouest de la Cantabrie, il étudie le droit pénal à l'université pontificale de Comillas et devient juge en 2003.
Il commence sa carrière au troisième tribunal de première instance et d'instruction de Navalcarnero, dans la Communauté de Madrid, passant au quatrième tribunal deux ans et demi plus tard. Il est choisi en 2008 pour reprendre l'instruction des attentats du 11 mars 2004 à Madrid exercée par Juan del Olmo au sein de l'Audience nationale. Au bout de quelques mois, il rejoint le premier tribunal de première instance et d'instruction de Collado Villalba, toujours dans la banlieue madrilène.

### Successeur de Baltasar Garzón
Fort de son expérience à l'Audience nationale, le Conseil général du pouvoir judiciaire (CGPJ) le choisit en 2010 pour prendre la suite de l'emblématique juge Baltasar Garzón comme titulaire du cinquième tribunal central d'instruction.
Il signe le 26 novembre 2014 l'ordonnance de renvoi de l'affaire de corruption Gürtel devant l'Audience nationale. Outre les 43 mis en examen, il demande le passage en jugement de la ministre Ana Mato en tant que « bénéficiaire à titre lucratif », c'est-à-dire ayant profité des fruits d'un crime ou délit sans avoir eu connaissance ou conscience de leur origine illicite.

### Après l'Audience nationale
Il quitte la haute juridiction l'année suivante, en 2015, pour prendre la tête du quatrième tribunal de première instance et d'instruction de Móstoles, dans la région madrilène.